# Heterospilus vilasi
Heterospilus vilasi är en stekelart som först beskrevs av Docavo Alberti 1960.  Heterospilus vilasi ingår i släktet Heterospilus och familjen bracksteklar. Inga underarter finns listade i Catalogue of Life.